# Covington (Míchigan)
Covington es un lugar designado por el censo ubicado en el condado de Baraga en el estado estadounidense de Míchigan. En el Censo de 2020 tenía una población de 99 habitantes y una densidad poblacional de 10,77 habitantes por km². Fue incluido como CDP en el censo de 2020. 

## Geografía
Covington se encuentra ubicado en las coordenadas 46°32′29″N 88°32′13″O / 46.54139, -88.53694.  Según la Oficina del Censo de los Estados Unidos,  tiene una superficie total de 9,19 km², de la cual 9,18 km² corresponden a tierra firme y 0,01  km² a agua.